# Auferstehungskirche (Brandenburg an der Havel)

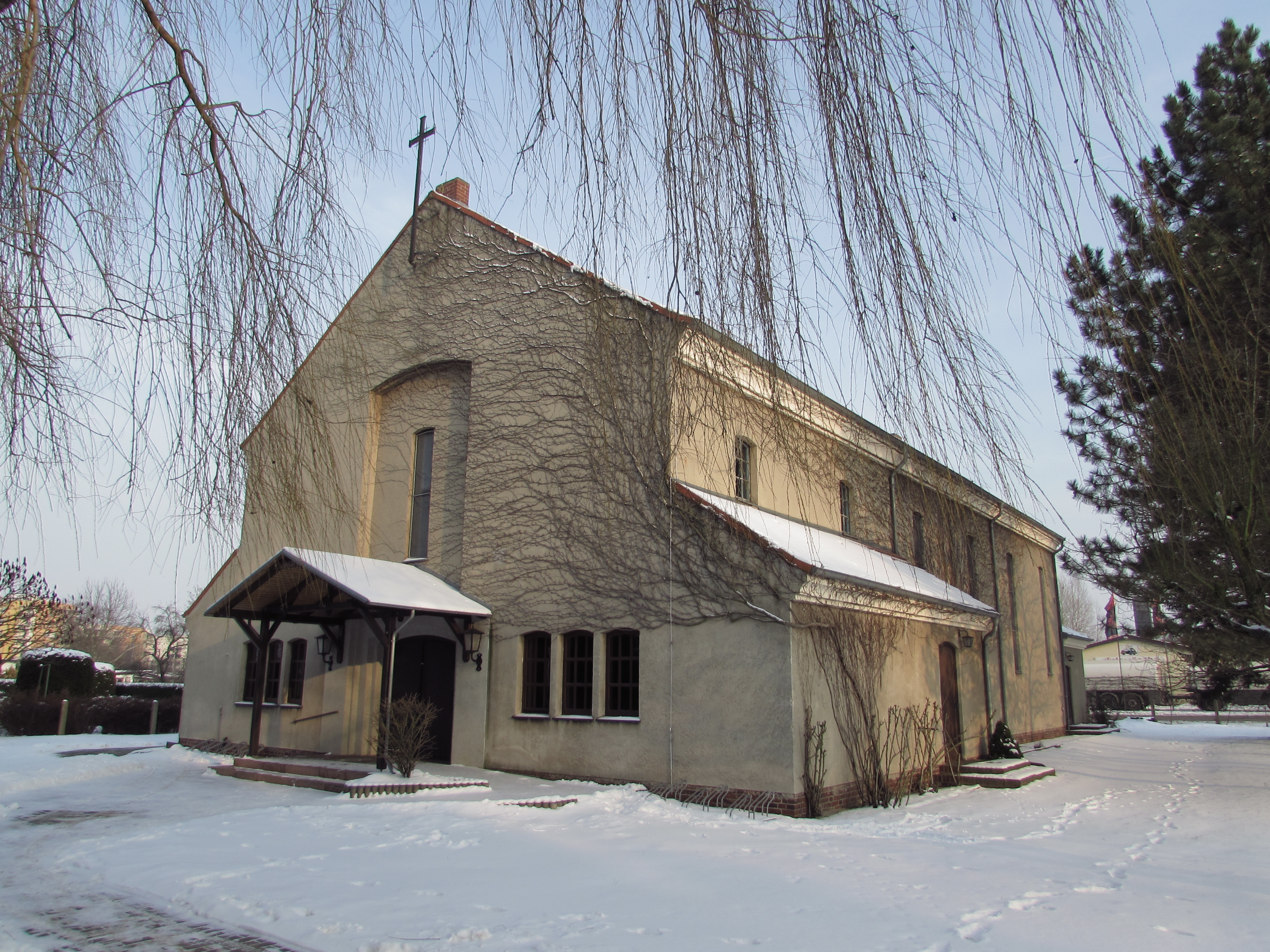
Die Auferstehungskirche von Südwesten

Die evangelische Auferstehungskirche ist eine Saalkirche im Ortsteil Görden der Stadt Brandenburg an der Havel. Sie ist die Kirche der Auferstehungsgemeinde für den Görden und den Stadtteil Hohenstücken.

## Geschichte
Die Auferstehungskirche wurde im Jahr 1955 erbaut und ist eine der ersten Kirchenneubauten nach dem Zweiten Weltkrieg in der DDR. Sie wurde am Rande des in der ersten Hälfte des 20. Jahrhunderts neu errichteten Stadtteils Görden als Pfarrkirche erbaut. Seit dem Bau des Plattenbaugebietes Hohenstücken ab den 1970er Jahren ist die Auferstehungsgemeinde auch für diesen Ortsteil zuständig.

## Bauwerk

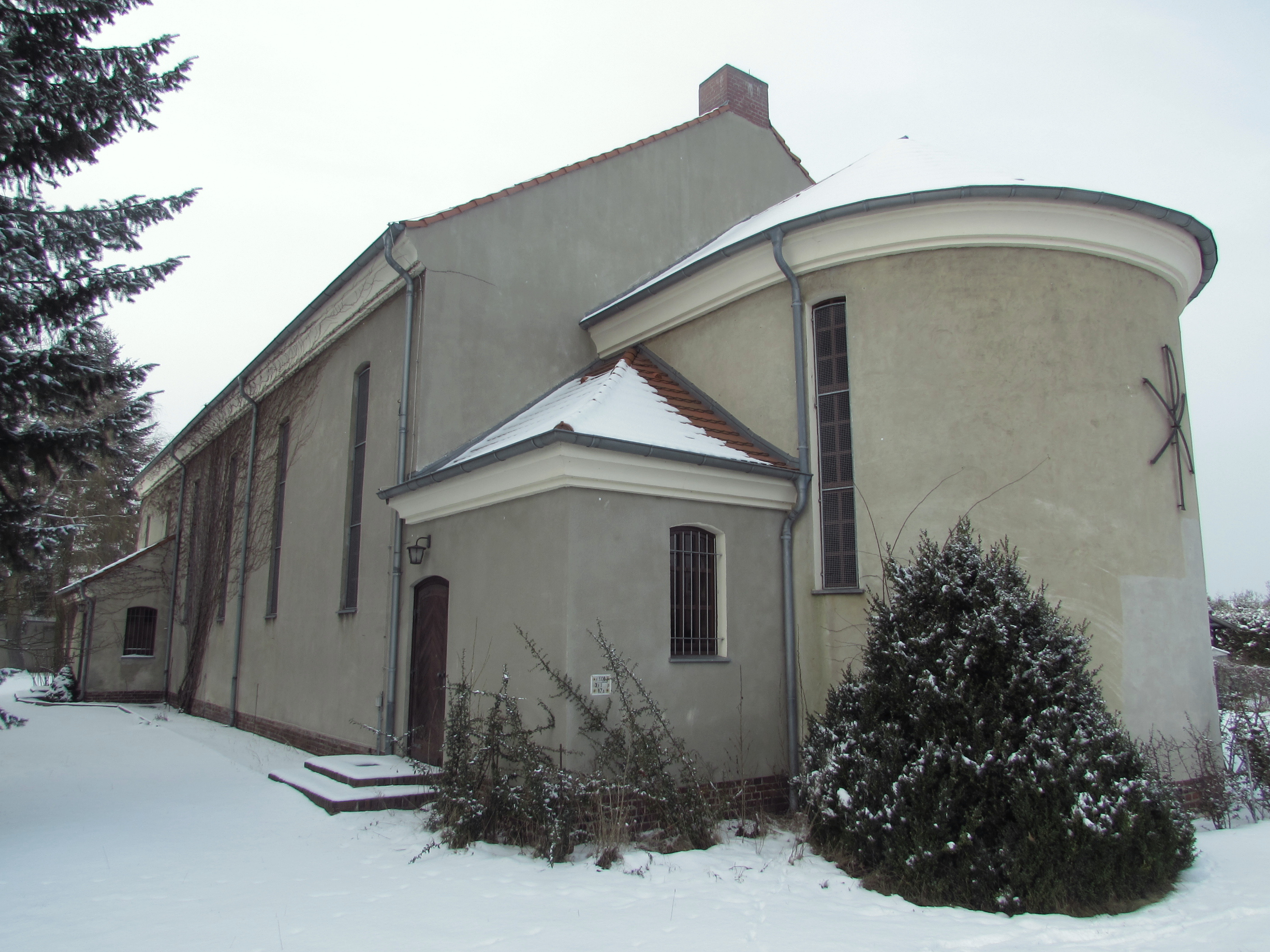
Die Auferstehungskirche von Südosten

Das Bauwerk ist ein schlichter grauer Putzbau. Ein Sockel aus fünf Lagen roter Ziegelsteine trägt das Bauwerk. Im Westen befindet sich der Haupteingang und einem durch eine Holzkonstruktion getragenen Vordach. Die zweiflügliche schlichte Holztür ist segmentbogig und befindet sich zweifach abgestuft in einer ebenfalls zweifach abgestuften Blende, die über zwei Stockwerke reicht. Durch diese doppelte zweifache Abstufung erscheint der Haupteingang an den Seiten als Stufenportal. Oberhalb des Portals ist zentral in der Blende ein langes und schmales Fenster eingearbeitet. Sämtliche Fenster und Außentüren sind segmentbogig gestaltet und farblos. So auch die jeweils drei Fenster rechts und links neben dem Hauptportal. Westlicher Abschluss des Satteldachs des Kirchenschiffs ist ein Dreiecksgiebel.
Die Nord- und Südseiten sind relativ ähnlich gestaltet. Im Süd- und Nordwesten befinden sich jeweils flache Anbauten ähnlich Seitenschiffen, die etwa die halbe Höhe und ein Drittel der Länge des Kirchenschiffs erreichen und über Pultdächer verfügen. Im nördlichen gibt es nach Norden einen Seiteneingang und zwei Fenster, im südlichen einen Eingang nach Süden und ein Fenster nach Osten. Das Schiff verfügt beidseits über sechs Fenster. Jeweils zwei kleinere oberhalb der Anbauten und vier große östlich der Anbauten.
Wie im Westen so zeigt auch im Osten das Schiff einen Dreiecksgiebel. Dem Schiff schließt sich zentral eine weit austretende Apsis an. Diese weist beidseits hohe Fenster auf. Das Dach empfindet das östliche Halbrund der Apsis mit verlängerten Nord- und Südseiten nach. Eingeschossig sind beidseits der Apsis zwei Anbauten, die sich in Fluchtlinie des Schiffs befinden und Walmdächer aufweisen. Im südlichen Anbau befindet sich die Sakristei. Unter sämtlichen Traufen der Kirche erkennt man das gleiche schlichte weiße Traufgesims.

## Inneneinrichtung

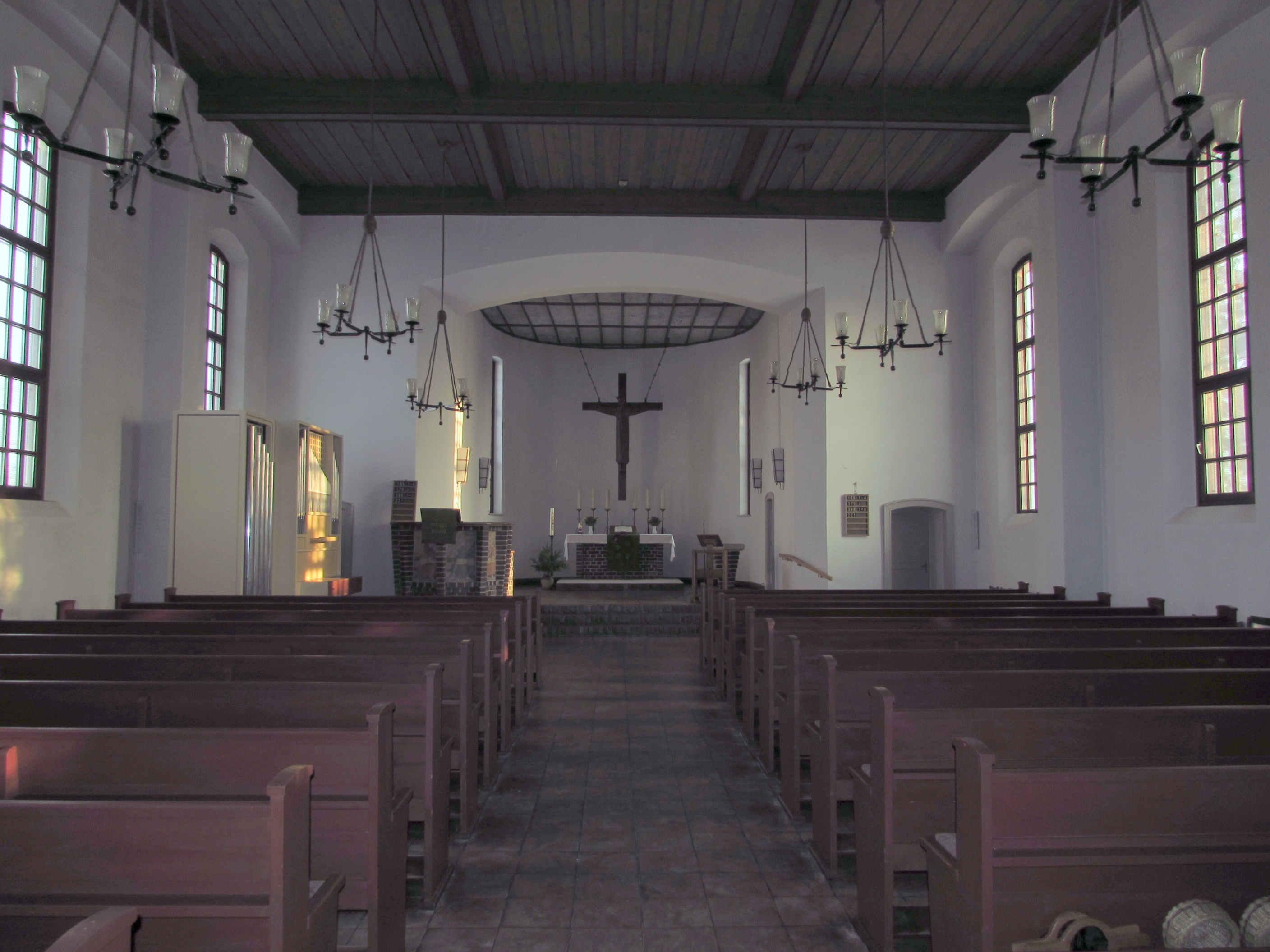
Innenraum nach Osten

Im Inneren befinden sich hinter dem Westportal Räume, die für Gemeindearbeiten genutzt werden. Der Kirchensaal wird über eine Holzglastür betreten. Im Saal ist die hölzerne Bestuhlung schlicht. Im Nordosten befindet sich eine aus Klinkern gemauerte Kanzel und eine einfach gestaltete Orgel. Der Altar in der Apsis ist ebenfalls aus Ziegelsteinen gemauert und unverputzt. Über diesem ist ein Kruzifix in die Decke aufgehängt. Die Holzdecke des Schiffs ist unverziert. Hier wurden sechs vierarmige schlichte Kronleuchter installiert. Eine Westempore ist über eine mit Eisengittern versehene Treppe zu erreichen.